# دای جین

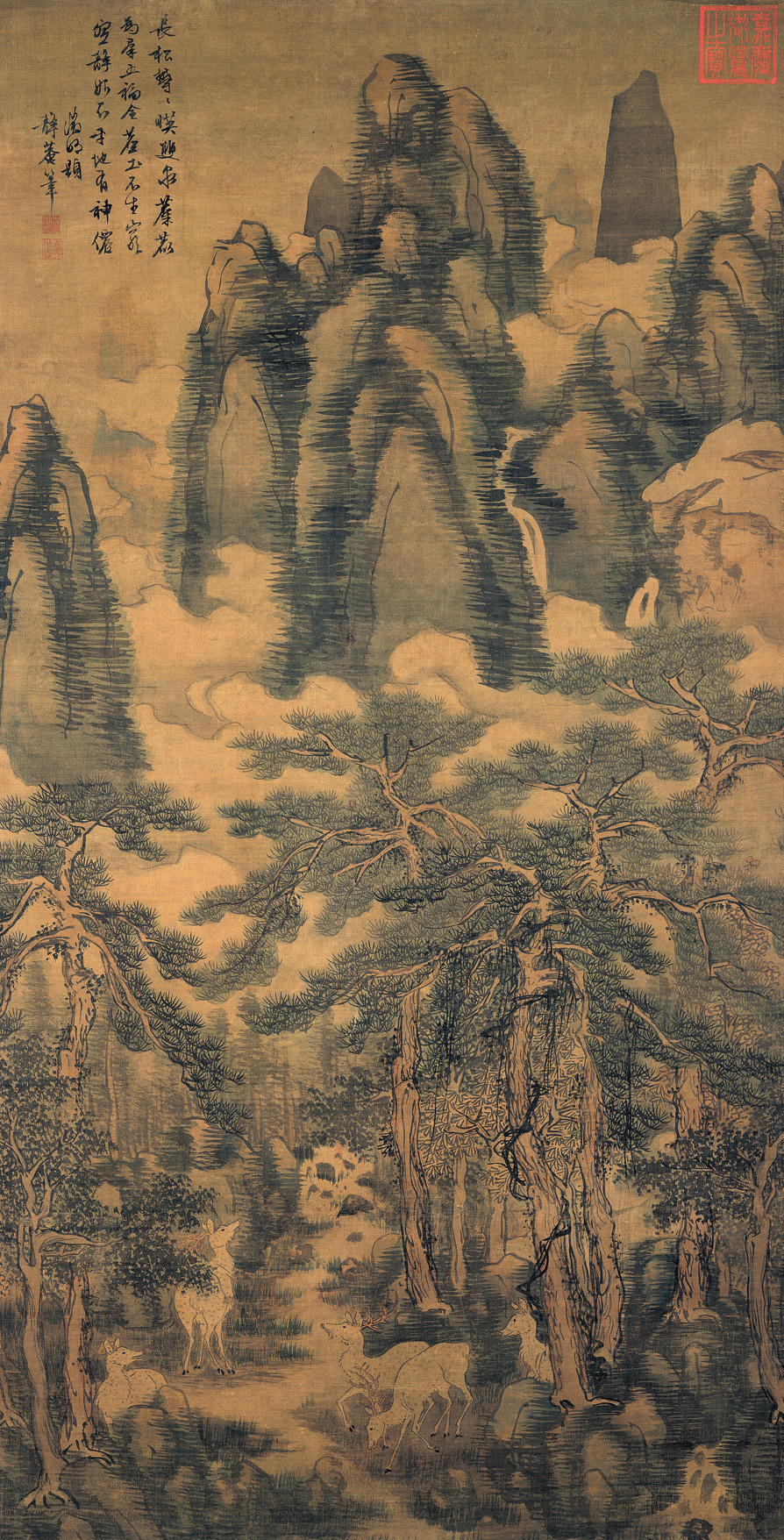
کاج‌های بلند و پنج آهو اثر دای جین، رنگ و جوهر بر روی ابریشم، موزه ملی کاخ، تایپه

دای جین (چینی سنتی: 戴進، چینی ساده: 戴进، پین یین: Dài Jìn؛ ۱۳۸۸-۱۴۶۲) نقاش چینی و بنیان‌گذار مکتب جه در نقاشی دوران مینگ بود.

## زندگینامه
دای جین در سال ۱۳۸۸ میلادی در هانگژو، مرکز استان ججیانگ چین زاده شد. او باوجودی‌که از همان دوران کودکی به تحصیل نقاشی پرداخت اما تا مدت‌ها حرفهٔ اصلی او درودگری بود. دای جین بعدها به‌خاطر نقاشی‌هایش از مناظر و حیوانات شهره‌شد و مکتب جه را که نامش برگرفته از استان زادگاهش ججیانگ بود بنیان‌گذاشت.
دای جین مدتی را نیز به عنوان یکی از مقام‌های رسمی در دربار مینگ خدمت کرد اما پس از برانگیختن خشم امپراتور به زادگاه خود بازگشت. دای جین در ۱۴۶۲ میلادی درگذشت.